# Fort Worth

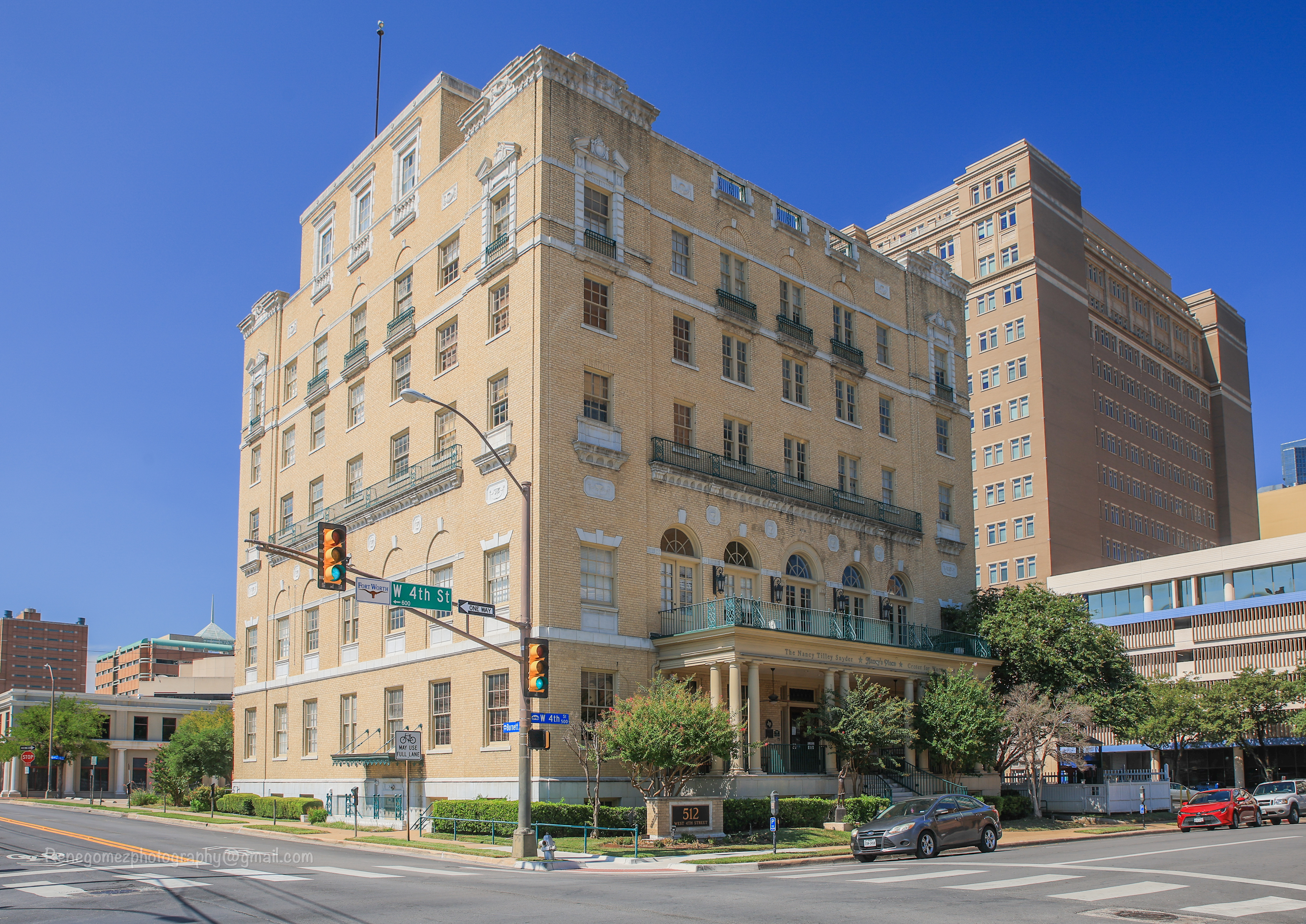
Fort Worth Elks Lodge (zbudowany w 1928)

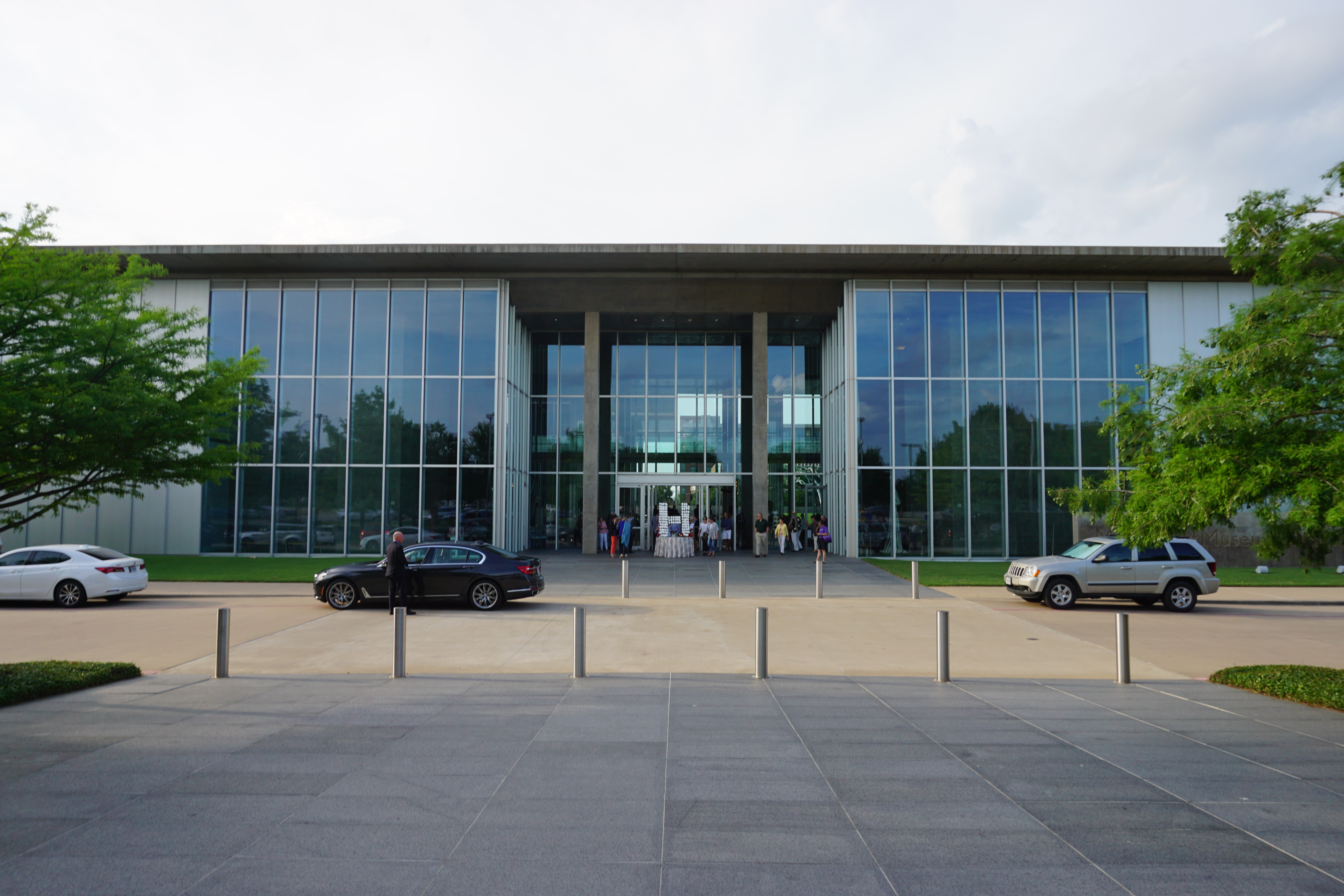
Muzeum Sztuki Nowoczesnej w Fort Worth (założone w 1892 jako Biblioteka Publiczna i Galeria Sztuki) jest najstarszym muzeum sztuki w stanie.

Fort Worth – miasto w Stanach Zjednoczonych, w stanie Teksas, w regionie metropolitalnym Dallas–Fort Worth, nad rzeką Trinity.
Miasto Fort Worth zostało założone w 1849 roku jako placówka wojskowa na urwisku z widokiem na rzekę Trinity. Historycznie było centrum handlu bydłem rasy Texas Longhorn. Znaleziska ropy spowodowały rozwój przemysłu rafineryjnego w latach dwudziestych XX wieku, a podczas II wojny światowej rozpoczęto produkcję samolotów. Miasto prowadzi bardziej tradycyjny teksański styl życia, niż sąsiednie Dallas. 
Swoją siedzibę ma tutaj American Airlines, największa linia lotnicza na świecie i największy pracodawca w mieście, zatrudniający w 2019 roku ponad 5,5 tys. osób.

## Gospodarka
W mieście rozwinął się przemysł środków transportu, maszynowy, elektroniczny, spożywczy oraz chemiczny.
Miasto słynie z produkcji myśliwców. Do 2017 roku w zakładzie Lockheed Martin produkowano samoloty F-16, następnie przeniesiono produkcję, aby zrobić miejsce na produkcję F-35.

## Demografia
W latach 2020–2023 Fort Worth odnotowało najwyższy procentowy wzrost (5,9%), spośród 25 największych miast w Ameryce (dodając 54 866 osób).
Według danych pięcioletnich z 2022 roku, 51,8% mieszkańców stanowiła ludność biała (37,7% nie licząc Latynosów), 19,2% to czarnoskórzy Amerykanie lub Afroamerykanie, 12,4% miało rasę mieszaną, 4,9% to Azjaci, 0,6% rdzenna ludność Ameryki i 0,11% pochodziło z wysp Pacyfiku. Latynosi stanowili 35,2% ludności miasta.
Poza osobami pochodzenia meksykańskiego (29,4%) i afroamerykańskiego, do największych grup należały osoby pochodzenia niemieckiego (7%), angielskiego (7%), irlandzkiego (6,1%), „amerykańskiego” (3,9%) i afrykańskiego lub arabskiego (3,1%). Osoby pochodzenia polskiego stanowiły 0,9% populacji (8 tys. osób).

## Kultura
Fort Worth Stock Show & Rodeo to najstarsze pokazy i rodeo dotyczące zwierząt hodowlanych, które odbywają się w Fort Worth od 1896 roku. Odbywa się tutaj także jedyny na świecie spęd bydła długorogiego, które codziennie przebiega przez miasto o godz. 11:30 i 16:00 na terenie Fort Worth Stockyards.
Od 1962 odbywa się Międzynarodowy Konkurs Pianistyczny im. Van Cliburna.

## Sport
W mieście rozgrywany jest kobiecy turniej tenisowy, pod nazwą Fort Worth Women’s Pro Tennis classic, zaliczany do rangi ITF, z pulą nagród 25 000 $.

## Transport
Wraz z Dallas, Fort Worth dało swoją nazwę jednemu z największych i najbardziej ruchliwych lotnisk na świecie, międzynarodowemu lotnisku Dallas-Fort Worth, które znajduje się między tymi dwoma miastami.

## Uczelnie
- Texas Christian University (1873)
- Texas Wesleyan University (1890)
- Southwestern Baptist Theological Seminary (1908)
- Tarrant County College (1967)
- Kampus Downtown Fort Worth Uniwersytetu Teksasu w Arlington (1895)
- Centrum Nauk o Zdrowiu Uniwersytetu Północnego Teksasu (1970)

## Miasta partnerskie
- Bandung, Indonezja
- Budapeszt, Węgry
- Guiyang, Chiny
- Mbabane, Eswatini
- Nagaoka, Japonia
- Nîmes, Francja
- Reggio nell’Emilia, Włochy
- Toluca, Meksyk
- Trewir, Niemcy[12]